# サスキア・ファン・アイレンブルフの肖像
『サスキア・ファン・アイレンブルフの肖像』（サスキア・ファン・アイレンブルフのしょうぞう、蘭: Portret van Saskia van Uylenburgh、英: Portrait of Saskia van Uylenburgh）、または『豪華な衣装の横顔のサスキア・ファン・アイレンブルフ』 (ごうかないしょうのよこがおのサスキア・ファン・アイレンブルフ、独: Saskia van Uylenburgh im Profil, in reichem Kostüm、英: Saskia van Uylenburgh in Profile, in Rich Costume) 
は、オランダ絵画黄金時代の巨匠レンブラント・ファン・レインがオーク板上に油彩で制作した絵画である。1633/34-1642年ごろに描かれた。17世紀オランダの美術収集家ヤン・シックスが所有していた作品で、1750年にヴィルヘルム8世 (ヘッセン＝カッセル方伯) のコレクションに入り、現在、カッセルにあるカッセル古典絵画館に所蔵されている。

## 背景

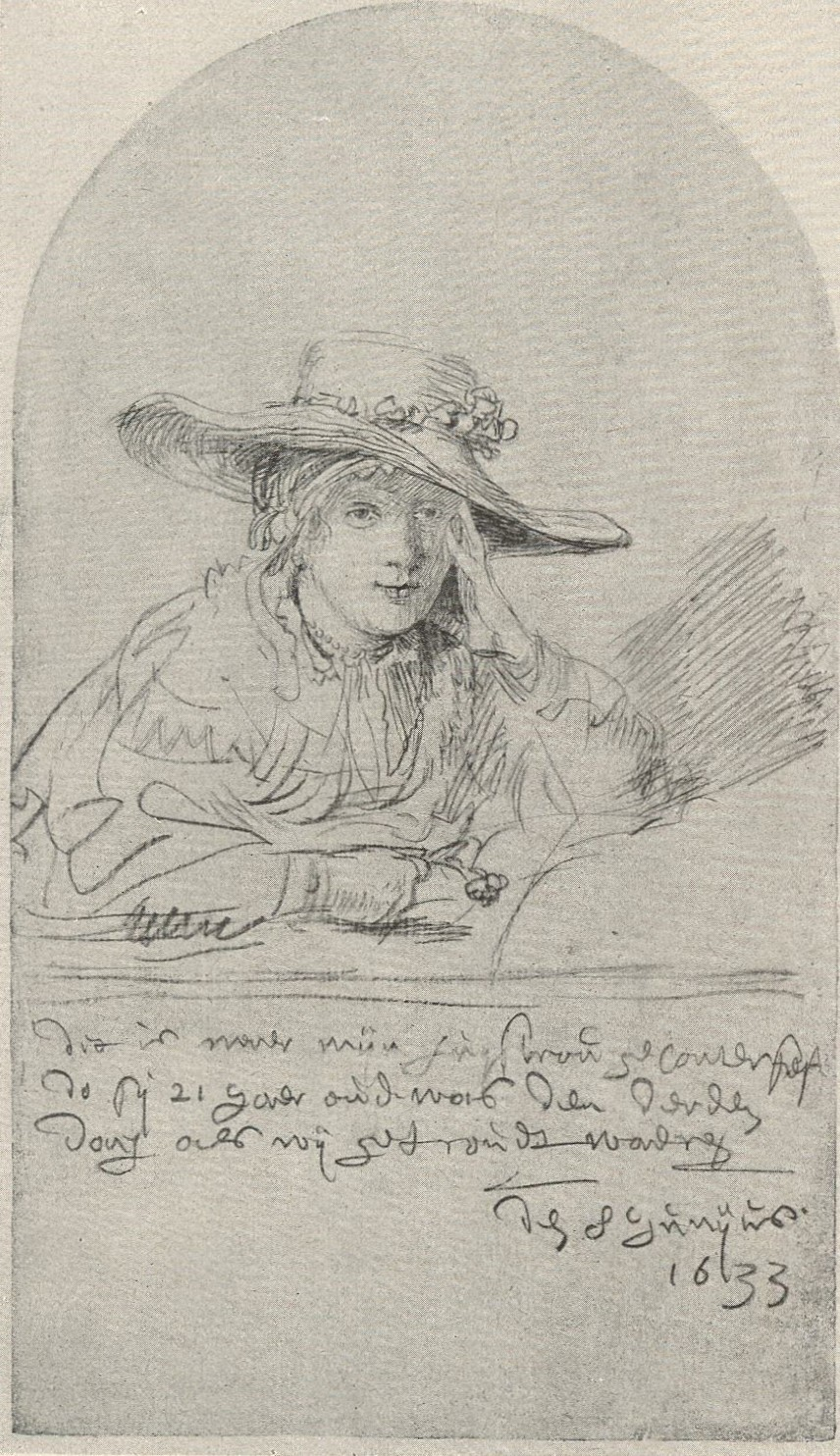
レンブラントの素描『サスキア・ファン・アイレンブルフ』 (1633年)、ベルリン国立版画素描館

レンブラントは、1633年6月にサスキア・ファン・アイレンブルフと婚約し、翌月7月に結婚した。彼女はレンブラントより6歳ほど若かったが、レーワルデンの市長であった父親はすで死去していた。サスキアの実家はアムステルダムでは広く知られた富裕な家で、彼女は多大の持参金をレンブラントにもたらした。さらに、彼はサスキアを通して上流市民たちの間に多くの友人と顧客を得ることができ、彼の社会的地位は大いに上昇した。この時からサスキアが世を去る1642年までが、レンブラントの最も華やかな社会的活動の時期である。
レンブラントは1630年代にサスキアの姿を何度も油彩画や素描で描いたが、おそらく最も早い時期のものは「婚約の3日後に描かれた」という書き込みのある愛らしい素描であろう。この素描では、21歳の初々しいサスキアがその帽子の影からじっと画面外を見ている。彼女の顔立ちは、この素描によって知られている。

## 作品
暗い背景の中、腰までの半身像の若い女性が鑑賞者の前に立っている。彼女の頭部は左向きの完全な横顔である。上部左側から差し込む光が彼女の顔と、白いダチョウの羽根が付いた、大きな赤いベルベットのベレー帽の縁、彼女の右肩、手の一部を照らしている。両手は胸の前で合わされている。彼女の服装は非常に豪華な意匠のものである。赤いベルベットの服の端には金糸の刺繍が施され、ベレー帽も金の錦織で縁取りされている。彼女はまた、大きな膨らんだ袖を腕に着け、真珠のネックレスや金の鎖、宝石、金のイヤリングなどの装身具を身に着けている。精緻な衣服、装身具とは対照的に、手には細い緑の葉のついた小枝だけを持っている。

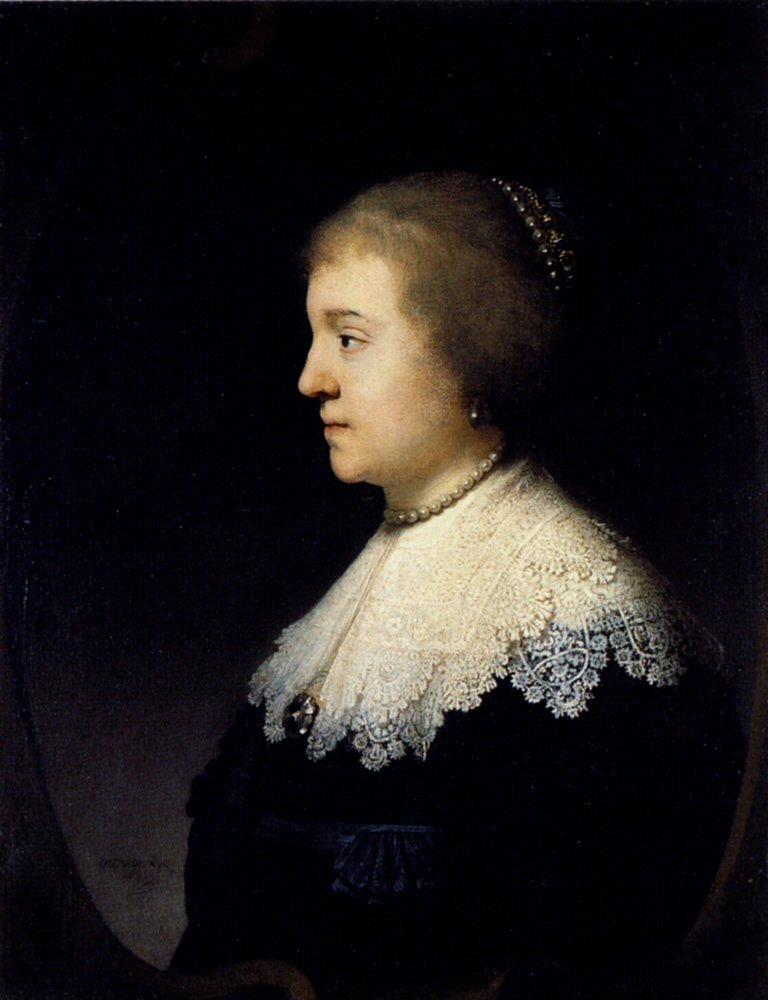
レンブラント『アマーリア・ファン・ゾルムスの肖像』 (1632年)、ジャックマール＝アンドレ美術館、パリ

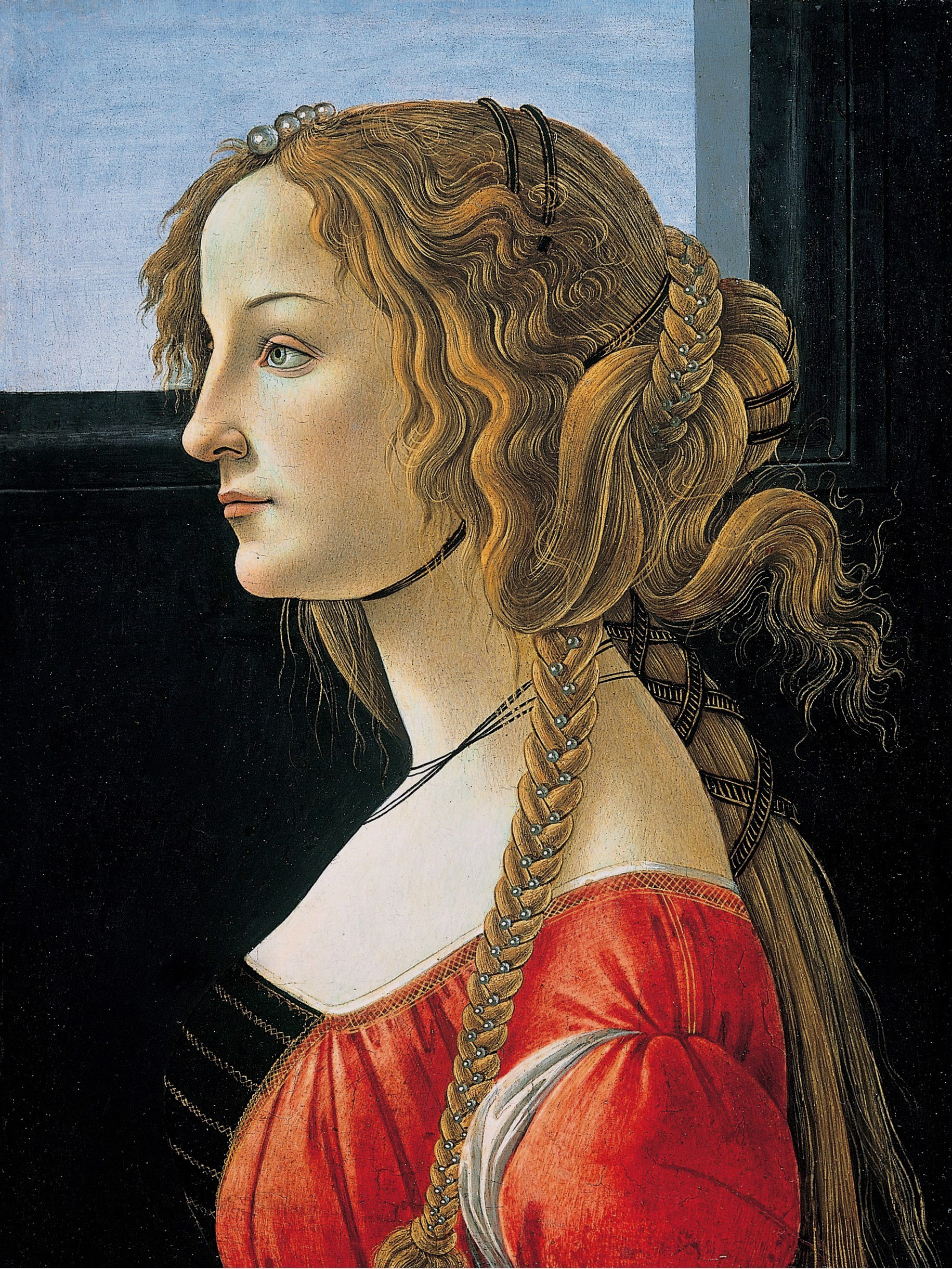
ボッティチェッリ『女性の肖像』 (1480年代半ば)、絵画館 (ベルリン)

完全な横顔の肖像画は、古代のコインやメダル上に表された統治者の肖像にもとづいている。レンブラント自身、1632年に『アマーリア・ファン・ゾルムスの肖像』 (ジャックマール＝アンドレ美術館、パリ) をこの横顔の形式で描いた。本作のほかの祖型としては、ルネサンス期の画家ボッティチェッリやドメニコ・ギルランダイオが描いたフィレンツェの女性肖像画が挙げられる。サスキアの衣服もまた、ルネサンス期のものを想起させるが、イタリア風ではなく、北方風のものである。
サスキアの豪華で古めかしい衣装は、彼女をレンブラントの時代から切り離し、別世界の、過ぎ去った時代の人物のように見せている。ほかのどのサスキアの肖像でも、レンブラントはここまで極端な描写はしておらず、それは確実に本作の制作の歴史と関係があるように思われる。彼は作品を結婚後の早い時期に描いたが、ファレリウス・レーファー (Valerius Röver) が記録しているように1642年のサスキアの死の年に改変したのである。後に描き加えられた帽子の羽根は、人生の儚さを示すものかもしれない。彼女の手の中の植物はさらに示唆的である。服装のきらびやかさとは対照的に、それには花がついておらず、明らかに生の終わりを象徴している。